# Terras eslovenas

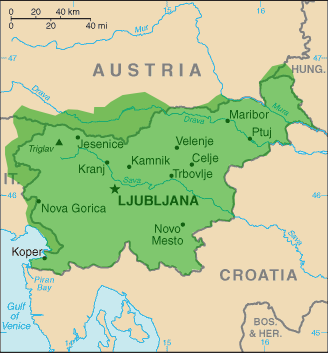
Os territórios aproximados da Eslovênia étnica, onde historicamente têm residido os eslovenos, também conhecidos como "terras eslovenas" são mostrados aqui em verde.

Terras eslovenas ou terras dos eslovenos (em esloveno:  Slovenske dežele ou Slovensko) são os territórios historicamente associados com o povo esloveno, localizados na região central e do sul da Europa, onde se instalaram principalmente os utilizadores do idioma esloveno. As terras eslovenas fizeram parte das Províncias Ilírias, do Império Austríaco e da Áustria-Hungria (na Cisleitânia). Compreenderam também  Carníola, a parte sul da Caríntia, a parte sul da Estíria, Ístria, Gorizia, Gradisca, Trieste e Prekmurje. Este território corresponde aproximadamente a extensão da Eslovênia moderna, além de incorporar territórios dos países vizinhos, como  Itália, Áustria, Hungria e Croácia, onde minorias eslovenas autóctones vivem. 